# 福建省福州第十八中学
福建省福州第十八中学是中华人民共和国福建省福州市的完全中学，创办于1950年。2016年被福建省教育厅确认为一级达标高中。